# إيرل سميث (لاعب كرة قاعدة)
إيرل سميث (بالإنجليزية: Earl Smith)‏ هو لاعب كرة قاعدة أمريكي، ولد في 14 مارس 1928 في سانيسايد في الولايات المتحدة، وتوفي في 27 سبتمبر 2014 في فريسنو في الولايات المتحدة.